# DS 5
La DS 5 è un'autovettura di segmento D prodotta dal 2011 al 2014 dalla casa automobilistica francese Citroën con il nome di Citroën DS5, mentre dal 2015 è stata inclusa nella gamma del nuovo marchio DS Automobiles, all'interno della quale verrà commercializzata fino al 2018 in Europa e in Cina. Unicamente per quest'ultimo mercato verrà prodotta e commercializzata a partire dal 2018 e fino al maggio 2019.

## Storia
La DS 5 è il terzo modello della casa francese appartenente alla linea DS, dopo la DS3, una berlinetta di segmento B dal linea sportiveggiante, e la DS4, un'autovettura crossover stilisticamente particolare al momento del suo debutto.

### Genesi e debutto

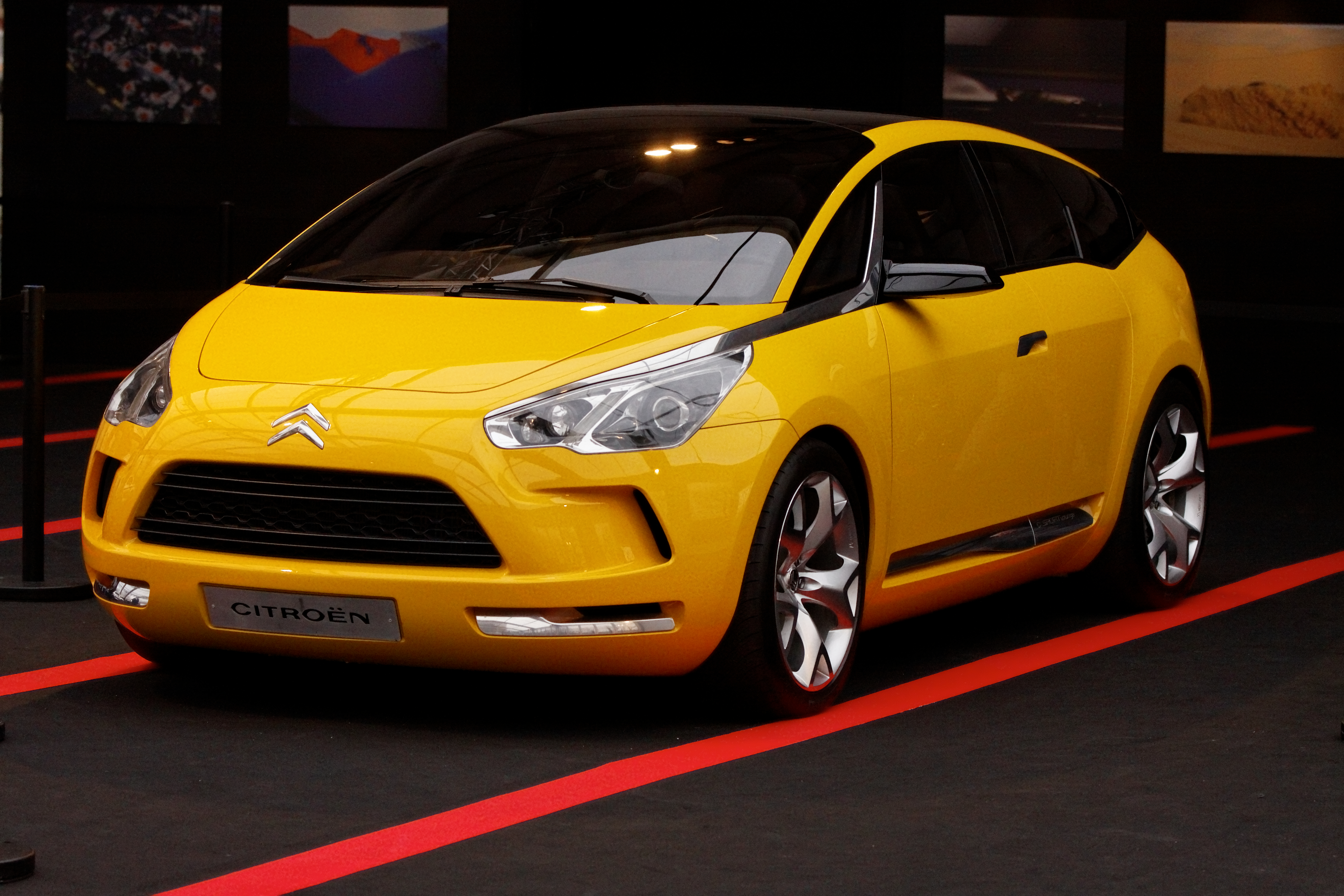
Citroën C-Sportlounge al Festival internazionale dell'automobile 2012

Nel 2005, al salone di Francoforte, viene presentata la concept C-SportLounge, una vettura molto simile alla DS5 che avrebbe esordito solo sei anni dopo. Se ne differenziava comunque per non pochi aspetti, come le portiere ad armadio ed il diverso disegno di paraurti, calandra e superfici vetrate. Appariva come una sorta di incrocio tra una monovolume compatta ed una berlina compatta a due volumi, il tutto reinterpretato in chiave sportiva, con fiancate alte ed un look aggressivo. Venne definita come una nuova espressione del concetto di gran turismo.
Quando nel 2009 i vertici Citroën dichiararono di voler creare una nuova sottogamma denominata DS, vennero ben presto svelate le prime immagini non ufficiali di quelli che sarebbero stati i modelli costituenti la gamma DS. Per quanto riguarda la DS5, cioè il modello di punta, si seppe che sarebbe stata basata direttamente sulla concept C-Sportlounge, perciò la stampa cominciò a diffondere dei rendering grafici simili alla concept di qualche anno prima. Da qui si giunse al 2011, più precisamente al Salone di Shanghai, dove la DS5 definitiva è stata presentata in anteprima mondiale. La presentazione europea è avvenuta invece ancora una volta al Salone di Francoforte, dove la DS5 viene presentata in una sezione dello stand riservata alla linea DS.

### Design e interni

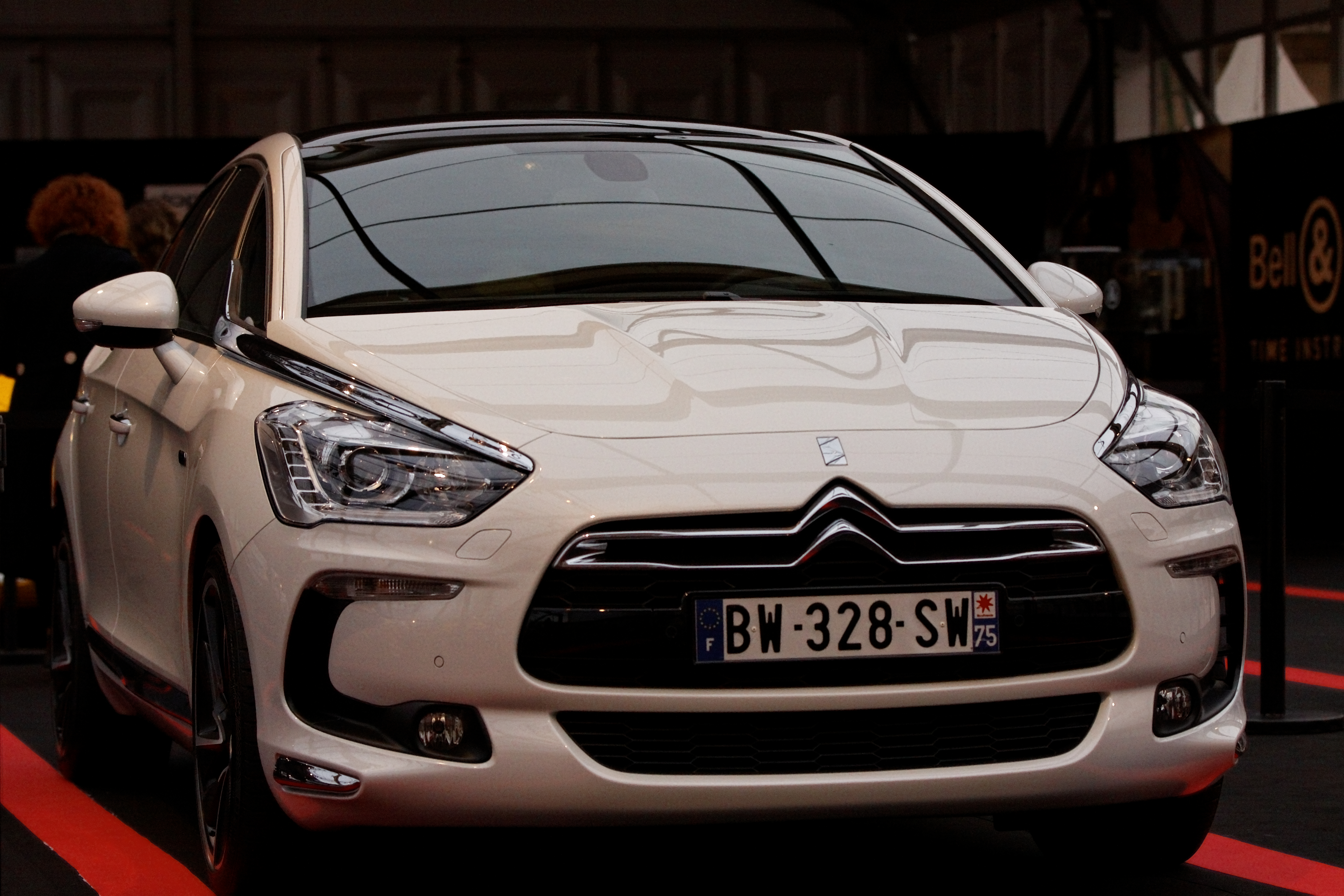
Dettaglio frontale di una DS 5; notare il profilo cromato che si protrae dalla punta del faro fino ai vetri anteriori e le finte prese d'aria a forma di C che inglobano i fendinebbia e le frecce

Già al primo impatto, la DS5 dimostra tutte le sue particolarità stilistiche e d'impostazione della carrozzeria: quest'ultima, che apparentemente sembra come già detto una sorta di incrocio tra una monovolume e una berlina a due volumi, rivela a un esame più attento anche non poche caratteristiche da crossover, come per esempio l'altezza da terra piuttosto elevata rispetto alle normali berline, più o meno compatte. Per le sue caratteristiche stilistiche del tutto particolari, per gli ingombri e per il ricco equipaggiamento, unito a finiture di alto livello, la DS5 non ha delle concorrenti dirette, ma l'unica che le si avvicina in maniera decisa è la Lancia Delta, poiché possiede tutte quelle caratteristiche di contenuti stilistici, di dotazione e di finiture che l'accomunano con la vettura francese, oltre agli ingombri esterni quasi coincidenti ed alle caratteristiche di polivalenza che porta entrambi i modelli ad essere visibili sotto certi punti di vista anche come delle station wagon compatte.

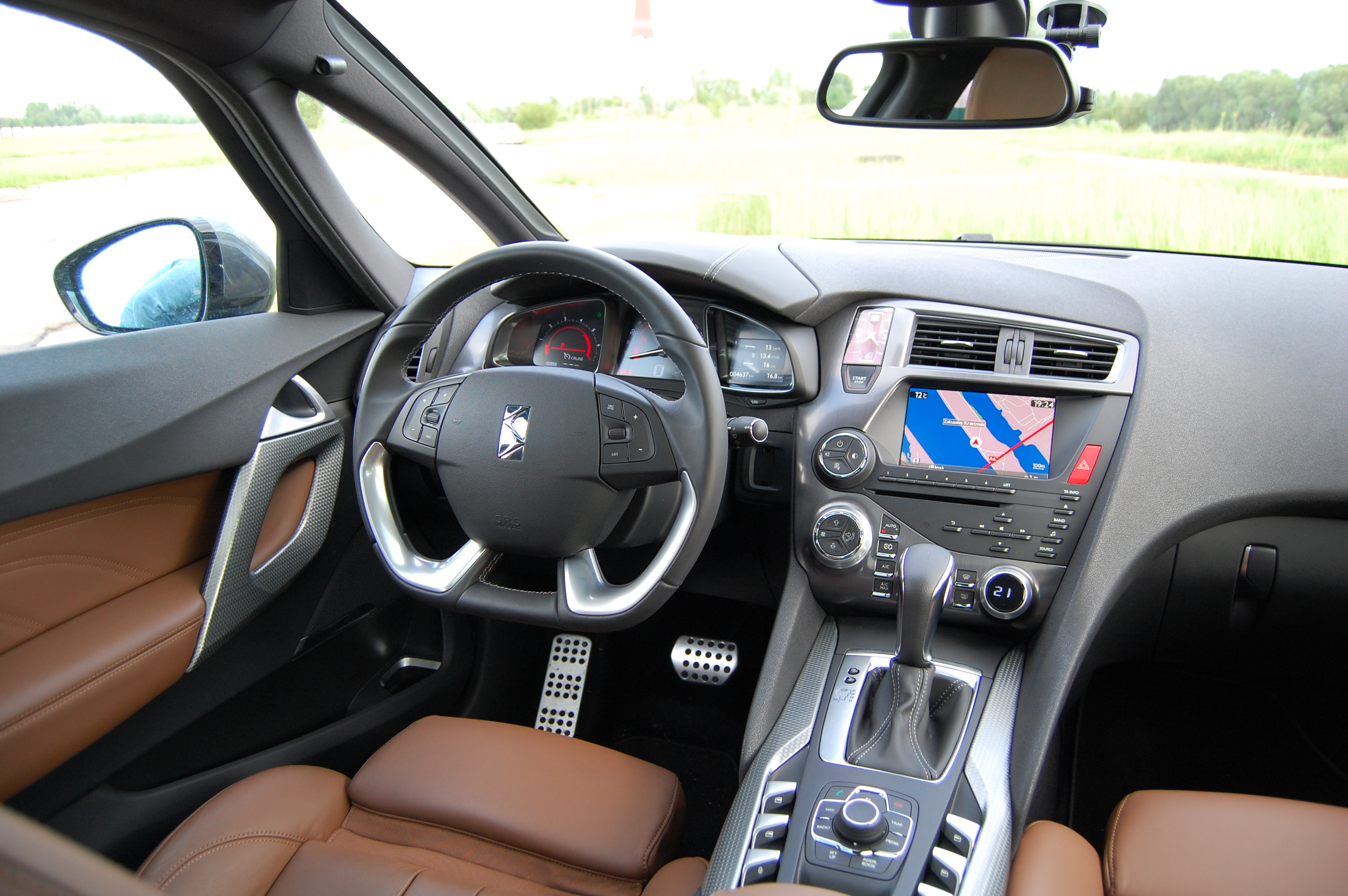
Abitacolo di una DS 5

Come anche gli altri modelli della gamma Citroën, ed in particolare quelli della linea DS, la DS5 rivela una personalità marcata: il frontale è caratterizzato da un massiccio scudo paraurti dotato di un'ampia "bocca" trapezoidale di raffreddamento, solcata dal doppio baffo che al centro si ripiega a formare il logo della Casa. Più in basso, lo scudo paraurti è dotato di una seconda presa d'aria più sottile, mentre ai due lati campeggiano i due intagli "a C" corredati in alto da luci diurne a led ed in basso da fendinebbia. Nella parte superiore, invece trovano posto i due gruppi ottici dall'aggressivo disegno, anch'essi con tecnologia a led, mentre il cofano anteriore reca due nervature longitudinali che ricordano molto alcuni modelli Mercedes-Benz. Particolare anche la vista laterale: i fari anteriori sono collegati alla zona centrale della fiancata per mezzo di due elementi cromati a forma di mazza da hockey o di sciabola, come vengono definiti da alcune fonti, che partono dai fari stessi e finiscono nel piccolo montante del finto deflettore anteriore. Spiccano i passaruota allargati, la nervatura laterale che corre lungo tutta la fiancata passando appena sopra le maniglie porta. Sono evidenti anche altri aspetti come la linea di cintura alta e la superficie vetrata suddivisa in quattro sezioni per lato. La zona posteriore della fiancata evidenzia poi un andamento spiovente del padiglione, che rende più grintosa la vista d'insieme. Particolare anche lo "scalino" sulla linea di cintura all'altezza del massiccio montante posteriore. La coda è caratterizzata da un lunotto non particolarmente ampio e dai gruppi ottici a forma di L che ricordano quelli introdotti sulla seconda generazione della C4 (con cui la DS5 è tecnicamente imparentata). Lo scudo paraurti è caratterizzato da un alloggiamento trasversale che incorpora i due grossi scarichi.
Se esternamente la DS5 è caratterizzata da una spiccata personalità, lo stesso si può tranquillamente dire anche dell'abitacolo, molto spazioso anche nella zona posteriore, nonostante il padiglione spiovente. Molto particolare la posizione di guida allungata, tipica di una vettura di stampo sportivo, ma nello stesso tempo piuttosto rialzata. I sedili ricordano quelli montati sulla DS4, mentre la strumentazione prevede un cruscotto a tre strumenti, ognuno separato dall'altro e sistemato in un alloggiamento a sé stante. Molto massiccia la plancia, dotata di numerosi comandi, e che va a costituire un tutt'uno con il tunnel del cambio, anch'esso da particolare disegno "dentato". Un'altra particolarità sta nel fatto che la console non è l'unico posto in cui vengono concentrati i comandi, ma ve n'è anche un secondo, sistemato sotto il tetto, il che conferisce alla postazione di guida anche un che di aeronautico, a partire dai gesti da compiere per azionare tali comandi.

### Meccanica e motori
Nonostante la sigla DS5 faccia pensare ad una vettura nata sulla base della C5, in realtà la DS5 sfrutta pianale e meccanica della meno costosa C4, rispetto alla quale il passo è stato allungato di 11.9 cm per favorirne le doti di abitabilità. Tale soluzione, benché meno costosa, ha avuto però lo svantaggio di dover rinunciare alle raffinate sospensioni idropneumatiche, poiché la piattaforma della C4 non è predisposta al loro montaggio. Sono presenti quindi un avantreno di tipo MacPherson ed un retrotreno a ruote interconnesse. L'impianto frenante prevede quattro dischi con ABS, ESP e controllo di trazione.

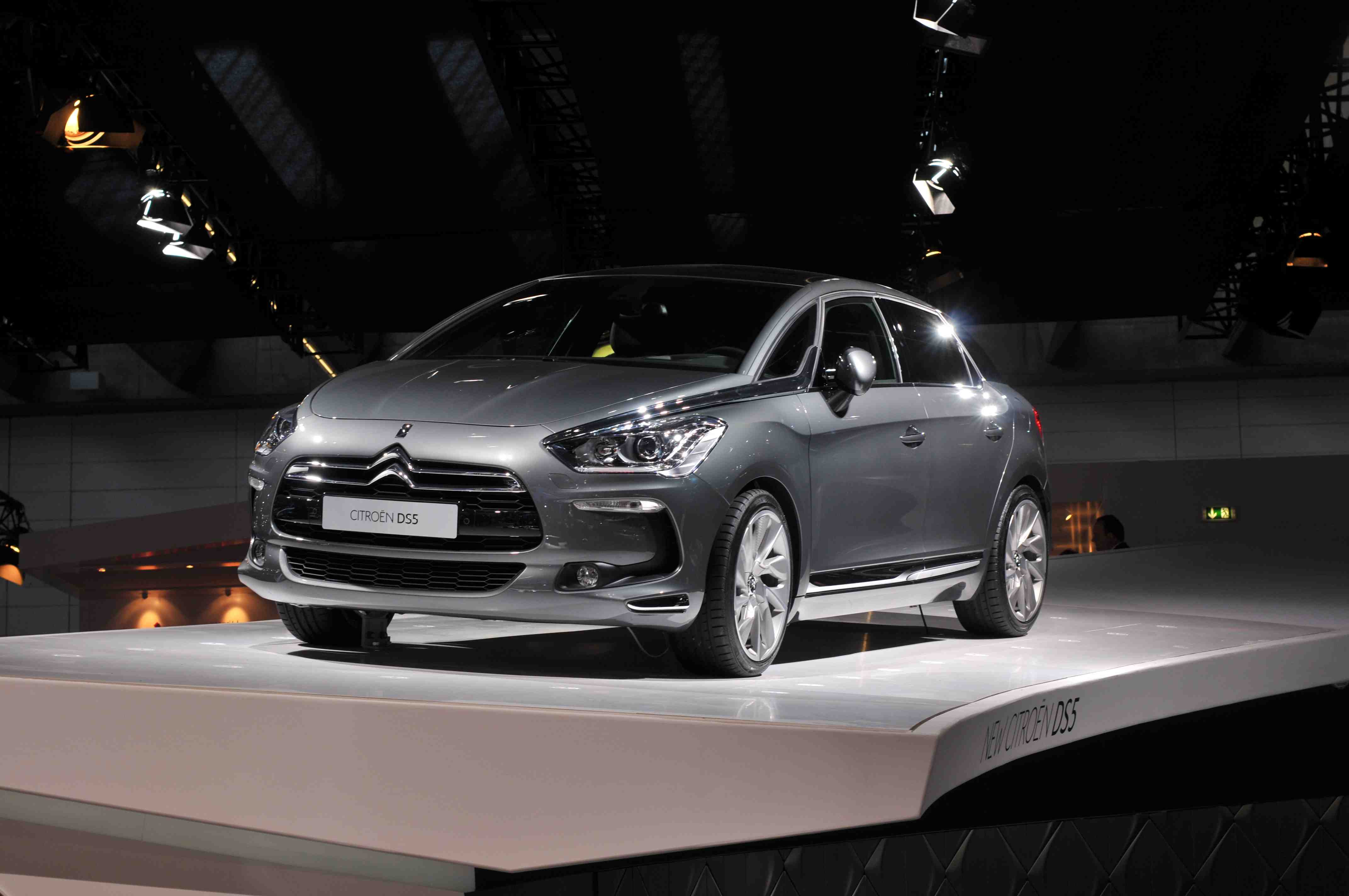
DS 5 alla presentazione ufficiale del modello

La DS5 è stata lanciata in cinque motorizzazioni, tutte sovralimentate mediante turbocompressore, quattro di tipo puramente endotermico più una di tipo ibrido diesel/elettrico:
- 1.6 THP base: motore Prince da 1598 cm³ con potenza massima di 156 CV;
- 1.6 THP di punta: motore Prince da 1598 cm³ con potenza massima di 200 CV;
- 1.6 e-HDi: motore DV6C turbodiesel common rail da 1560 cm³ con potenza massima di 112 CV e tecnologia microibrida con dispositivo Stop&Start integrato;
- 2.0 HDi: motore DW10 turbodiesel common rail da 1997 cm³ con potenza massima di 163 CV;
- Hybrid4: motorizzazione ibrida costituita dal motore 2.0 HDi da 163 CV (agente sull'avantreno) e da un motore elettrico da 37 CV (agente sul retrotreno), per un totale di 200 CV.

La trazione è anteriore per tutte le versioni tranne che per la ibrida, la quale ha la possibilità di funzionare con trazione integrale nelle fasi di utilizzo di entrambi i motori in simultanea. Tre le possibili varianti di cambio: manuale a 6 marce (1.6 THP da 200CV e 2.0 HDi), automatico a 6 rapporti (1.6 THP da 156 CV e 2.0 HDi) e robotizzato a 6 rapporti (1.6 e-HDi e Hybrid4).

## Evoluzione

### I primi anni di carriera
La DS5 è la prima Citroën prodotta nello stabilimento di Sochaux, storicamente attribuito sempre a modelli Peugeot in quanto la località stessa è sinonimo della Casa del Leone Rampante, specialmente presso la popolazione locale. Nel listino, la vettura, pur essendo di dimensioni più compatte rispetto alla C5, viene venduta a prezzi superiori di circa 2.5-3 000 Euro, e ciò a causa dei ricchissimi allestimenti che la caratterizzano. In ogni caso, il Gruppo PSA conta di produrne fra le 35 000 e le 45 000 unità annue nel solo mercato europeo. La produzione viene avviata nell'autunno del 2011, pertanto a partire da tale momento diviene ordinabile, ma la commercializzazione viene ufficialmente avviata solo all'inizio del 2012. Alla fine di quell'anno, il 1.6 e-HDi vide un leggero incremento di potenza, passando così da 112 a 114 CV.
Alla fine dell'estate 2013 la produzione della DS 5 venne avviata anche presso lo stabilimento di Shenzen, in Cina, dove la vettura venne proposta in due motorizzazioni basate sul già noto 1.6 a benzina, una da 163 ed una da 200 CV. Alla fine dello stesso anno, sotto il cofano della DS5 venne introdotta la tecnologia BlueHDi abbinata ad un 2 litri turbodiesel common rail da 180 CV, ma anche al 1.6 BlueHDi, con potenza di 120 CV. L'altro 1.6 a gasolio, quello da 114 CV con tecnologia microibrida e-HDi, rimase comunque in listino.

### Restyling e il distacco dalla Citroën

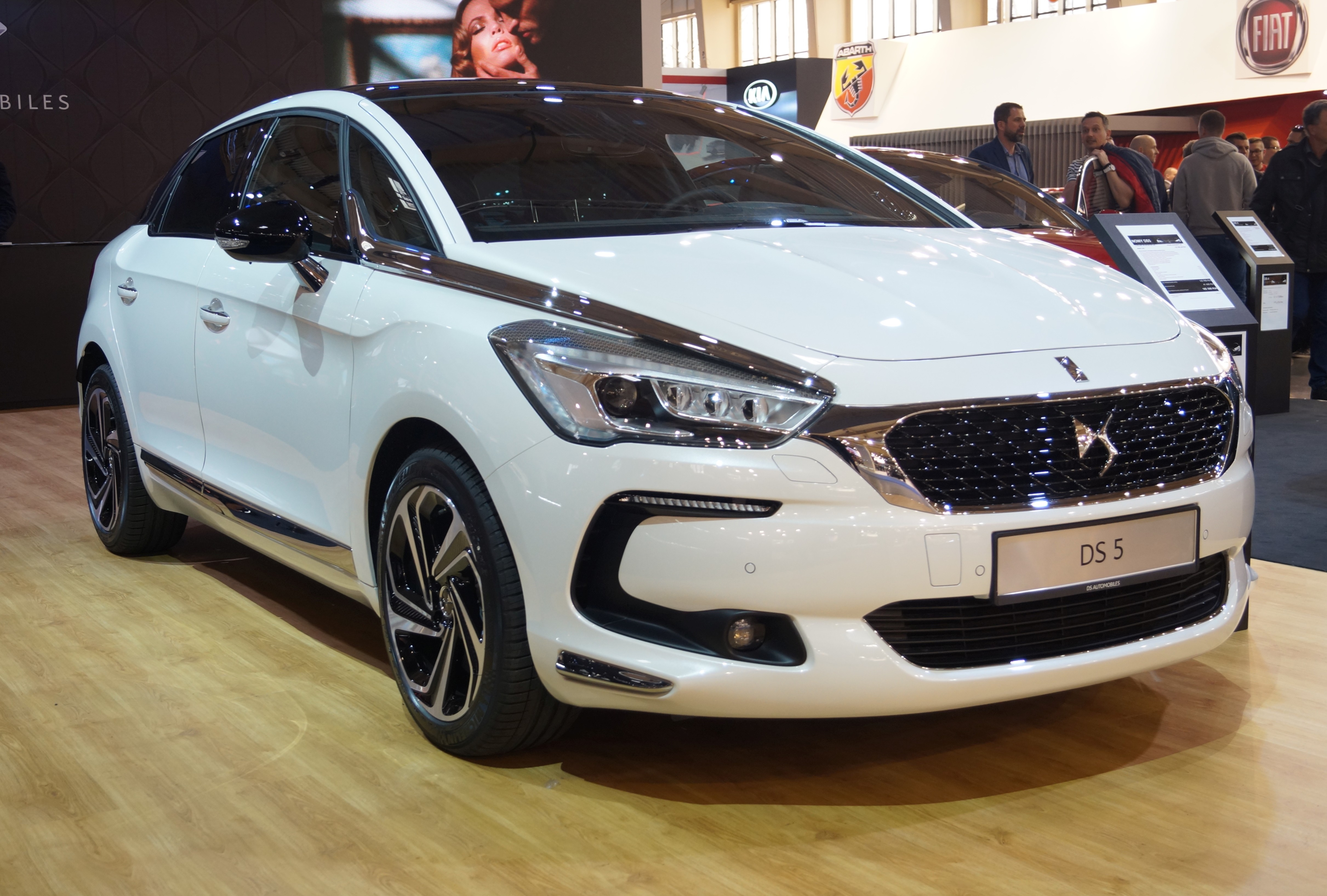
Una DS 5, con il nuovo frontale privo del "double Chevron"

Nel marzo del 2015, al Salone di Ginevra venne presentato il restyling della vettura. Ma non si trattò di un restyling qualsiasi, sia esso più o meno marcato. Tale aggiornamento fu anche l'occasione per inaugurare il marchio DS, da un po' di tempo già attivo in Cina, anche nel Vecchio Continente. La vettura così aggiornata perse in questo modo qualsiasi riferimento al marchio Citroën, a partire dalla denominazione stessa, ora semplicemente DS 5. Esternamente le modifiche più evidenti furono nel frontale, dove innanzitutto la vecchia calandra recante lo stemma del "double Chevron" lasciò il posto ad una nuova calandra esagonale con il logo DS bene in evidenza al centro e circondata da una marcata cornice cromata che si prolungava ai lati fino a toccare i nuovi gruppi ottici con tecnologie led e xeno. Era il nuovo corso stilistico specifico per il neonato marchio premium del Gruppo PSA e già inaugurato nel mercato cinese con il lancio dei modelli DS 5LS e DS 6WR. Internamente, la DS 5 fu dotata di un nuovo display touch screen grazie al quale fu possibile semplificare la console centrale eliminando 12 pulsanti. La gamma motori fu oggetto di importanti aggiornamenti sul fronte dei diesel, dove debuttò il nuovo 2 litri BlueHDi nelle potenze di 150 e 180 CV. Tali motori andarono a sostituire il vecchio 2 litri gasolio da 163 CV. Solo alla fine dell'estate dello stesso anno, anche i motori a benzina furono oggetto di rivisitazioni, passando rispettivamente a 165 e 211 CV. La versione più potente avrà una carriera protrattasi per un anno e mezzo, venendo ritirata dal mercato nel maggio del 2017. Nel corso del 2015, anche nella gamma cinese si ebbero novità: i due motori presenti in listino furono infatti sostituiti da un 1.6 da 167 CV e da un inedito 1.8 da 204 CV.

### Solo per la Cina
Nella primavera del 2018 le linee di montaggio europee cessarono di produrre la DS 5: l'anzianità della vettura, i dati di vendita poco incoraggianti e l'imminente entrata in vigore della normativa Euro 6c, in vigore dal 1º settembre dello stesso anno, resero onerosa e sconveniente un'eventuale evoluzione di modello e gamma motori, ragion per cui il periodo dal mese di maggio fino a fine agosto 2018 venne utilizzato solo per smaltire le scorte giacenti e vendere gli ultimi esemplari di DS 5 previsti per i mercati europei. In realtà, la produzione continuò, in effetti, ma solo presso lo stabilimento cinese di Shenzen e solo per il mercato cinese, con gamma invariata rispetto alla fine del 2015 e quindi sempre composta dai due già noti motori da 167 e 204 CV. La DS 5 rimase nel listino cinese fino al mese di maggio del 2019, quando la vettura scomparve definitivamente anche da tale mercato.

## Riepilogo caratteristiche
Di seguito vengono mostrate le caratteristiche delle varie versioni previste per la gamma DS5 in Europa. I dati di prestazioni e consumo si riferiscono ai minimi dichiarati dalla Casa, ma variano leggermente da un allestimento ad un altro. Per esempio, la Hybrid4 con allestimento di punta ha un consumo di 4.1 litri per 100 km (anziché 3.8) ed emissioni di CO2 pari a 107 g/km (anziché 99). Si tenga inoltre presente che dal marzo 2015 la denominazione della vettura perde il marchio Citroën per chiamarsi semplicemente DS 5:
| Modello | Motore                   | Cilindrata cm³ | Alimentazione                                 | Potenza CV/rpm   | Coppia Nm/rpm  | Cambio/ N°rapporti     | Massa a vuoto (kg) | Velocità max | Acceler. 0–100 km/h | Consumo (l/100 km) | Emissioni CO2 (g/km) | Anni di produzione |
| Versioni a benzina |                          |                |                                               |                  |                |                        |                    |              |                     |                    |                      |                    |
| DS5 1.6 THP (156CV)                                                                                                   | EP6CDT                   | 1598           | Iniezione diretta + turbocompressore          | 156/6000         | 240/ 1400-5000 | Automatico 6 rapporti  | 1.420              | 202          | 9"7                 | 7.1                | 165                  | 11/2011-09/2015    |
| DS5 1.6 THP1 (163CV)                                                                                                  | EP6FDTM                  | 1598           | Iniezione diretta + turbocompressore          | 163/6000         | 240/ 1400-4000 | Automatico 6 rapporti  | -                  | 202          | 9"5                 | 7,8                | -                    | 09/2013-09/20151   |
| DS5 1.6 THP (165CV)                                                                                                   | EP6FDT                   | 1598           | Iniezione diretta + turbocompressore          | 165/6000         | 240/ 1400-3500 | Automatico 6 rapporti  | 1.429              | 202          | 9"5                 | 6                  | 135                  | 10/2015-05/2018    |
| DS5 1.6 THP1 (167CV)                                                                                                  | EP6DTM                   | 1598           | Iniezione diretta + turbocompressore          | 167/6000         | 240/ 1400-4000 | Automatico 6 rapporti  | -                  | 200          | 10"5                | 6,5                | -                    | 09/2015-05/20191   |
| DS5 1.6 THP (200CV)                                                                                                   | EP6CDTX                  | 1598           | Iniezione diretta + turbocompressore          | 200/5800         | 275/ 1700-4000 | Manuale 6 marce3       | 1.430              | 235          | 8"8                 | 6.8                | 155                  | 11/2011-09/20152   |
| DS5 1.6 THP (211CV)                                                                                                   | EP6CDTX                  | 1598           | Iniezione diretta + turbocompressore          | 211/6000         | 285/1750       | Manuale 6 marce3       | -                  | 235          | 8"8                 | 6.3                | 144                  | 10/2015-05/2017    |
| DS5 1.8 THP1 (204CV)                                                                                                  | EP8FDT                   | 1751           | Iniezione diretta + turbocompressore          | 204/5500         | 280/ 1400-4000 | Automatico 6 rapporti  | -                  | 217          | 8"7                 | 6,5                | -                    | 09/2015-05/20191   |
| Versioni a gasolio |                          |                |                                               |                  |                |                        |                    |              |                     |                    |                      |                    |
| DS5 1.6 e-HDi | DV6C                     | 1560           | Turbodiesel common rail + Stop&Start          | 112/3600         | 270/1750       | Robotizzato 6 rapporti | 1.420              | 191          | 12"4                | 4.5                | 114                  | 11/2011-12/2012    |
| DS5 1.6 e-HDi | DV6C                     | 1560           | Turbodiesel common rail + Stop&Start          | 114/3600         | 270/1750       | Robotizzato 6 rapporti | 1.420              | 191          | 13"5                | 4.3                | 112                  | 01/2013-09/2015    |
| DS5 1.6 BlueHDi | DV6FC                    | 1560           | Turbodiesel common rail + Stop&Start          | 120/3500         | 300/1750       | Manuale 6 marce        | 1.428              | 191          | 11"7                | 3.9                | 102                  | 12/2013-05/2018    |
| DS5 2.0 BlueHDi (150CV)                                                                                               | DW10FD                   | 1997           | Turbodiesel common rail                       | 150/4000         | 370/2000       | Manuale 6 marce        | 1.537              | 210          | 9"8                 | 4.1                | 105                  | 04/2015-05/2018    |
| DS5 2.0 HDi | DW10C                    | 1997           | Turbodiesel common rail                       | 163/3750         | 340/ 2000-3000 | Manuale 6 marce        | 1.530              | 215          | 8"8                 | 4.9                | 129                  | 11/2011-03/2015    |
| DS5 2.0 HDi autom. | DW10C                    | 1997           | Turbodiesel common rail                       | 163/3750         | 340/ 2000-3000 | Automatico 6 rapporti  | 1.540              | 212          | 10"1                | 6                  | 154                  | 11/2011-03/2015    |
| DS5 2.0 BlueHDi (180CV)                                                                                               | DW10FC                   | 1997           | Turbodiesel common rail                       | 180/3750         | 400/2000       | Automatico 6 rapporti  | 1.530              | 220          | 9"9                 | 4.9                | 128                  | 11/2013-05/2018    |
| Versioni ibride |                          |                |                                               |                  |                |                        |                    |              |                     |                    |                      |                    |
| Hybrid4 | DW10C + motore elettrico | 1997           | Turbodiesel common rail + batterie elettriche | 163/3750 + 37 CV | 450/1750       | Robotizzato 6 rapporti | 1.660              | 211          | 8"6                 | 3.8                | 99                   | 11/2011-04/2017    |
| Note: 1Solo per il mercato cinese 2Dal 2018 solo per il mercato cinese 3Automatico a 6 rapporti per il mercato cinese |                          |                |                                               |                  |                |                        |                    |              |                     |                    |                      |                    |